# Dîvne, Bilohirsk
Dîvne (în ucraineană Дивне) este un sat în comuna Muromske din raionul Bilohirsk, Republica Autonomă Crimeea, Ucraina.

## Demografie
Componența lingvistică a localității Dîvne
     Tătară crimeeană (86,21%)
     Rusă (13,79%)
Conform recensământului din 2001, majoritatea populației localității Dîvne era vorbitoare de tătară crimeeană (86,21%), existând în minoritate și vorbitori de rusă (13,79%).